# Шампионат Централне Америке и Кариба 1953.
Шампионат Централне Америке и Кариба 1953. (шп. Copa CCCF 1953 енгл. 1953 CCCF Championship) било је шесто издање шампионата, фудбалског првенства Централне Америке и Кариба. Турнир је одржан на стадиону Насионал у Сан Хосеу, Костарика, од 8. до 23. марта 1953. године. Шампион је био домаћин Костарика.
Турнир је био под органозован и под контролом Фудбалске конфедерација Централне Америке и Кариба (Confederacion Centroamericana y del Caribe de Futbol), управног тела фудбала у Централној Америци и Карибима пре 1961. године, када га је заменио Конкакаф.

## Земље учеснице
| - Курасао - Костарика - Салвадор - Гватемала | - Хондурас - Никарагва - Панама |

### Стадион
| Сан Хосе                          |
| --------------------------------- |
| Стадион Насионал Костарика (1924) |
| Капацитет: 25.000                 |
|                                   |

## Финална табела
| Pos | Тим       | О | П | Н | И | ГД | ГП | ГР  | Бод. |
| --- | --------- | - | - | - | - | -- | -- | --- | ---- |
| 1   | Костарика | 6 | 6 | 0 | 0 | 19 | 2  | +17 | 12   |
| 2   | Хондурас  | 6 | 4 | 0 | 2 | 13 | 10 | +3  | 8    |
| 3   | Гватемала | 6 | 3 | 2 | 1 | 8  | 8  | 0   | 8    |
| 4   | Курасао   | 6 | 2 | 2 | 2 | 17 | 9  | +8  | 6    |
| 5   | Салвадор  | 6 | 2 | 1 | 3 | 10 | 14 | −4  | 5    |
| 6   | Никарагва | 6 | 1 | 0 | 5 | 4  | 18 | −14 | 2    |
| 7   | Панама    | 6 | 0 | 1 | 5 | 6  | 16 | −10 | 1    |

- Белешка:Курасао је играо под именом Територија Курасао

## Резултати
| Хондурас | 2 : 1 | Никарагва |
| -------- | ----- | --------- |
|          |       |           |

| Костарика | 5 : 1 | Салвадор |
| --------- | ----- | -------- |
|           |       |          |

| Гватемала | 1 : 1 | Курасао |
| --------- | ----- | ------- |
|           |       |         |

| Салвадор | 4 : 1 | Никарагва |
| -------- | ----- | --------- |
|          |       |           |

| Костарика | 3 : 0 | Панама |
| --------- | ----- | ------ |
|           |       |        |

| Курасао | 8 : 0 | Никарагва |
| ------- | ----- | --------- |
|         |       |           |

| Гватемала | 1 : 0 | Хондурас |
| --------- | ----- | -------- |
|           |       |          |

| Панама | 2 : 4 | Курасао |
| ------ | ----- | ------- |
|        |       |         |

| Костарика | 4 : 1 | Хондурас |
| --------- | ----- | -------- |
|           |       |          |

| Гватемала | 3 : 2 | Салвадор |
| --------- | ----- | -------- |
|           |       |          |

| Панама | 0 : 2 | Никарагва |
| ------ | ----- | --------- |
|        |       |           |

| Салвадор | 0 : 3 | Хондурас |
| -------- | ----- | -------- |
|          |       |          |

| Костарика | 1 : 0 | Курасао |
| --------- | ----- | ------- |
|           |       |         |

| Костарика | 3 : 0 | Никарагва |
| --------- | ----- | --------- |
|           |       |           |

| Панама | 2 : 2 | Гватемала |
| ------ | ----- | --------- |
|        |       |           |

| Гватемала | 1 : 0 | Никарагва |
| --------- | ----- | --------- |
|           |       |           |

| Салвадор | 2 : 1 | Панама |
| -------- | ----- | ------ |
|          |       |        |

| Курасао | 3 : 4 | Хондурас |
| ------- | ----- | -------- |
|         |       |          |

| Хондурас | 3 : 1 | Панама |
| -------- | ----- | ------ |
|          |       |        |

| Салвадор | 1 : 1 | Курасао |
| -------- | ----- | ------- |
|          |       |         |

| Костарика | 3 : 0 | Гватемала |
| --------- | ----- | --------- |
|           |       |           |

## Достигнућа
| Најбољи играч Габриел Уриола | Победник шампионата Централне Америке и Кариба 1953. Костарика 4° титула | Најбољи стрелац Родолфо Рамирез Годој (6. голова) |

## Голгетери
| Играч                 | Репрезентација | Голова |
| --------------------- | -------------- | ------ |
| Родолфо Рамирез Годој | Хондурас       | 6      |
| Ерхилио Ато           | Курасао        | 5      |
| Фернандо Солано       | Костарика      | 4      |
| Конрадо Миранда       | Салвадор       | 4      |